# 鲍拉日·彼得
鲍拉日·彼得（匈牙利語：Balázs Péter，發音：[ˈbɒlaːʒ ˈpeːtɛr]；1941年12月5日—），匈牙利政治人物，经济学家，外交官。

## 生平
1941年生于凯奇凯梅特。1963年毕业于布达佩斯马克思经济大学，从事外贸工作。1994年获经济学副博士学位。1994年至1996年任匈牙利驻丹麦大使。1997年至2000年任驻德国大使。2000年后在布达佩斯的几所大学任教。2004年5月至2004年11月任欧洲联盟委员会区域政策委员。2009年4月至2010年5月任匈牙利外交部长。
2009年7月2日至5日，鲍拉日对中国进行工作访问，与时任外交部长杨洁篪、国家副主席习近平会谈。